# Épisodes de Limitless
Cet article présente le guide des épisodes de la série télévisée américaine Limitless.

## Généralités
- Aux États-Unis, la saison a été diffusée du 22 septembre 2015 au 26 avril 2016, sur le réseau CBS.
- Au Canada, la saison a été diffusée en simultané sur le réseau Global[1].

## Distribution

### Acteurs principaux
- Jake McDorman (VF : Pascal Nowak) : Brian Finch
- Jennifer Carpenter (VF : Stéphanie Hédin) : Rebecca Harris
- Hill Harper (VF : Daniel Lobé) : Spellman Boyle
- Mary Elizabeth Mastrantonio (VF : Frédérique Tirmont) : Nasreen « Naz » Pouran

### Acteurs récurrents
- Michael James Shaw (en) (VF : Frantz Confiac) : Agent Mike
- Tom Degnan (en) (VF : Thibaut Lacour) : Agent Ike
- Bradley Cooper (VF : Alexis Victor) : le sénateur Eddie Morra
- Colin Salmon (VF : Jean-Paul Pitolin) : Jared Sands
- Desmond Harrington (VF : Stéphane Fourreau) : agent spécial Casey Rooks
- Ron Rifkin (VF : Guy Chapellier) : Dennis Finch, le père de Brian
- Blair Brown (VF : Catherine Lafond) : Marie Finch, la mère de Brian
- Megan Guinan (VF : Geneviève Doang) : Rachel Finch, la sœur de Brian
- Georgina Haig (VF : Anais Delva) : Piper Baird

## Invités
- Michelle Veintimilla (en) (VF : Elsa Davoine) : Ava, fille de Naz (épisode 8)

## Épisodes

### Épisode 1:NZT 48
- États-Unis /  Canada : 22 septembre 2015 sur CBS[2] / Global[3]
- Québec :  6 septembre 2016 sur TVA
- France :
  - 5 novembre 2016 sur Serie Club[4]
  - 12 janvier 2017[5] sur M6[6]
- Belgique : 12 juillet 2017[7] sur RTL-TVI[8]

- États-Unis : 9,86 millions de téléspectateurs[9] (première diffusion)
- Canada : 2,237 millions de téléspectateurs[10] (première diffusion + différé 7 jours)

- Bradley Cooper (Senator Edward Morra)
- Ron Rifkin (Dennis Finch)
- Blair Brown (Marie Finch)
- Sipiwe Moyo (Nurse)
- Megan Guinan (Sarah Finch)
- Arjun Gupta (Eli Whitford)
- Sarah Wilson (Jessamyn Eubanks)
- Mark Anthony Noonan (Luke)
- Zach Miko (Cameron)
- Claire Glassford (Lisa)
- Kathleen Hays (Sabrina)
- Henry Gagliardi (10-year-old Brian)
- Nicholas Verina (Sarah's Husband)
- Tom Malmed (16-year-old Brian)
- Daniel Eric Gold (Adam Honeycutt)
- Zuleyma Guevara (Teller)
- Charles Anthony Burks (Motorman)
- Warren Bub (Bank Security Guard)
- Craig Sweeny (Cecil)
- Cole Hagen (Young Luke)

### Épisode 2:L'Affaire StephenFisher
- États-Unis /  Canada : 29 septembre 2015 sur CBS / Global
- Québec :  13 septembre 2016 sur TVA
- France :
  - 5 novembre 2016 sur Serie Club
  - 12 janvier 2017 sur M6
- Belgique : 12 juillet 2017 sur RTL-TVI

- États-Unis : 9,73 millions de téléspectateurs[11] (première diffusion)
- Canada : 1,786 million de téléspectateurs[12] (première diffusion + différé 7 jours)

- Ron Rifkin (Dennis Finch)
- Blair Brown (Marie Finch)
- Sipiwe Moyo (Sipiwe)
- Patch Darragh (Cameron Finch)
- Megan Guinan (Rachel Finch)
- Michael Shaw (Agent Mike)
- Tom Degnan (Agent Ike)
- Mark Anthony Noonan (Luke Finch)
- Dashiell Eaves (Darren Cullen)
- Sam Robards (Miles Amos)
- Mihran Shlougian (General Ram Ananda)
- Dina Drew (Aide)
- Joel Van Liew (Teacher)
- Todd A. Horman (AC Dealer)
- Lipica Shah (Receptionist)
- Katelyn Pearce (Olivia)
- Danny Lee (Doctor Lee)

Le FBI fait des tests sur Brian afin de découvrir pourquoi il n'est pas sensible aux effets secondaires du NZT. Brian apprend ensuite qu'il n'aura pas le droit de quitter les locaux du FBI lorsqu'il est sous NZT. 

### Épisode 3:La Légende de Marco Ramos
- États-Unis /  Canada : 6 octobre 2015 sur CBS / Global
- Québec :  20 septembre 2016 sur TVA
- France :
  - 5 novembre 2016 sur Serie Club
  - 12 janvier 2017 sur M6
- Belgique : 19 juillet 2017 sur RTL-TVI

- États-Unis : 9,57 millions de téléspectateurs[13] (première diffusion)
- Canada : 1,749 million de téléspectateurs[14] (première diffusion + différé 7 jours)

- Sipiwe Moyo (Sipiwe)
- Michael Shaw (Agent Mike)
- Tom Degnan (Agent Ike)
- Analeigh Tipton (Shauna)
- Joe Holt (Sgt. Moore)
- Colin Salmon (Sands)
- Gabriel Sloyer (Marcos Ramos)
- Matt Walton (Jeffrey Vachs)
- William Ryall (Makinin)
- Victor Costa (Officer Rodriguez)
- Henry Gagliardi (10-year-old Brian)
- Paton Ashbrook (Sarah Braden)
- Norma Chu (Cantonese Speaking Commuter)
- Walker Hare (Bartender)

Après avoir vu que l'infirmière qui s'occupait de son père était celle qui travaillait pour le sénateur Morra, Brian décide de ne rien révéler à son père. 

### Épisode 4:Casse-tête chinois
- États-Unis /  Canada : 13 octobre 2015 sur CBS / Global
- Québec :  27 septembre 2016 sur TVA
- France :
  - 12 novembre 2016 sur Serie Club
  - 19 janvier 2017 sur M6
- Belgique : 19 juillet 2017 sur RTL-TVI

- États-Unis : 8,03 millions de téléspectateurs[15] (première diffusion)
- Canada : 1,564 million de téléspectateurs[16] (première diffusion + différé 7 jours)

Colin Salmon (Sands)

### Épisode 5:Opération dragon
- États-Unis /  Canada : 20 octobre 2015 sur CBS / Global
- Québec :  4 octobre 2016 sur TVA
- France :
  - 12 novembre 2016 sur Serie Club
  - 19 janvier 2017 sur M6
- Belgique : 26 juillet 2017 sur RTL-TVI

- États-Unis : 7,9 millions de téléspectateurs[17] (première diffusion)
- Canada : 1,474 million de téléspectateurs[18] (première diffusion + différé 7 jours)

Desmond Harrington (Agent spécial Casey Rooks)

### Épisode 6:Effets secondaires
- États-Unis /  Canada : 27 octobre 2015 sur CBS / Global
- Québec :  11 octobre 2016 sur TVA
- France :
  - 12 novembre 2016 sur Serie Club
  - 19 janvier 2017 sur M6
- Belgique : 26 juillet 2017 sur RTL-TVI

- États-Unis : 7,45 millions de téléspectateurs[19] (première diffusion)
- Canada : 1,552 million de téléspectateurs[20] (première diffusion + différé 7 jours)

Bradley Cooper (Senator Edward Morra)

### Épisode 7:La Folle journée de Brian Finch
- États-Unis /  Canada : 3 novembre 2015 sur CBS / Global
- Québec :  18 octobre 2016 sur TVA
- France :
  - 19 novembre 2016 sur Serie Club
  - 26 janvier 2017 sur M6

- États-Unis : 7,86 millions de téléspectateurs[21] (première diffusion)
- Canada : 1,486 million de téléspectateurs[22] (première diffusion + différé 7 jours)

### Épisode 8:Pirates du bout du monde
- États-Unis /  Canada : 10 novembre 2015 sur CBS / Global
- Québec :  25 octobre 2016 sur TVA
- France :
  - 19 novembre 2016 sur Serie Club
  - 26 janvier 2017 sur M6

- États-Unis : 7,09 millions de téléspectateurs[23] (première diffusion)
- Canada : 1,362 million de téléspectateurs[24] (première diffusion + différé 7 jours)

### Épisode 9:Les Brincorruptibles
- États-Unis /  Canada : 17 novembre 2015 sur CBS / Global
- Québec :  1er novembre 2016 sur TVA
- France : 
  - 26 novembre 2016 sur Serie Club
  - 26 janvier 2017 sur M6

- États-Unis : 7,52 millions de téléspectateurs[25] (première diffusion)
- Canada : 1,348 million de téléspectateurs[26] (première diffusion + différé 7 jours)

### Épisode 10:À bout de bras
- États-Unis /  Canada : 24 novembre 2015 sur CBS / Global
- Québec :  8 novembre 2016 sur TVA
- France : 
  - 26 novembre 2016 sur Serie Club
  - 2 février 2017 sur M6

- États-Unis : 6,53 millions de téléspectateurs[27] (première diffusion)
- Canada : 1,519 million de téléspectateurs[28] (première diffusion + différé 7 jours)

### Épisode 11:La Nuit nous appartient
- États-Unis /  Canada : 15 décembre 2015 sur CBS / Global
- Québec :  15 novembre 2016 sur TVA
- France : 
  - 3 décembre 2016 sur Serie Club
  - 2 février 2017 sur M6

- États-Unis : 6,63 millions de téléspectateurs[29] (première diffusion)
- Canada : 1,351 million de téléspectateurs[30] (première diffusion + différé 7 jours)

- Michael Shaw (Agent Mike)
- Tom Degnan (Agent Ike)
- Desmond Harrington (Agent Casey Rooks)
- Musto Pelinkovicci (Stavros)
- Rosalie Tenseth (Evelyn)
- Pascal Yen-Pfister (Henry)
- Wolé Parks (Kevin Mitchell)
- Marc Blucas (Nick Tanner)
- A.K. Sioud (Russ Marinovich)
- Caitlin Mehner (Alicia Tanner)
- Kecia Lewis (Jamaican Woman)
- Venida Evans (Cora Boyle)
- Justin Colon (Manbun)
- Renée Veronica Freeman (Female Mike)

### Épisode 12:L'Assassinat d'Eddie Morra
- États-Unis /  Canada : 5 janvier 2016 sur CBS[31] / Global
- Québec :  22 novembre 2016 sur TVA
- France : 
  - 3 décembre 2016 sur Serie Club
  - 2 février 2017 sur M6

- États-Unis : 7,3 millions de téléspectateurs[32] (première diffusion)
- Canada : 1,329 million de téléspectateurs[33] (première diffusion + différé 7 jours)

Bradley Cooper (sénateur Edward Morra)

### Épisode 13:Profiler superstar
- États-Unis /  Canada : 19 janvier 2016 sur CBS / Global
- Québec :  29 novembre 2016 sur TVA
- France :
  - 3 décembre 2016 sur Serie Club
  - 9 février 2017 sur M6

- États-Unis : 6,33 millions de téléspectateurs[34] (première diffusion)
- Canada : 1,356 million de téléspectateurs[35] (première diffusion + différé 7 jours)

- Michael Shaw (Agent Mike)
- Tom Degnan (Agent Ike)
- Colin Salmon (Sands)
- Terry Serpico (David Englander)
- Christopher Halladay (Andre Hannan)
- Eddie Pepitone (Josh-O-Saurus Josh)
- James Riordan (Dr Howard Gilroy)
- Todd Litzinger (Nolan Bale)
- Jeremy Burnett (Evidence Control Agent)
- Sydney Cole Alexander (Receptionist)
- Michelle Liu Coughlin (Examiner)

### Épisode 14:Le Troisième homme
- États-Unis /  Canada : 9 février 2016 sur CBS / Global
- Québec : 6 décembre 2016 sur TVA
- France :
  - 10 décembre 2016 sur Serie Club
  - 9 février 2017 sur M6

- États-Unis : 6,39 millions de téléspectateurs[36] (première diffusion)

- Michael Shaw (Agent Mike)
- Tom Degnan (Agent Ike)
- Michael Devine (FBI Tech James)
- Colin Salmon (Sands)
- Gbenga Akinnagbe (Quentin Waters)
- Susan Kelechi Watson (Elo)
- Stephen O'Reilly (Spike Four)
- Edward Chin-Lyn (Spike One)
- Patrick Cooley (Spike Two)
- James Lloyd Reynolds (Gerard Turmann)
- Gian Murray Gianino (The Scrub Jay)
- Jeremy Burnett (Evidence Control Agent)
- Tate Donovan (John)
- Julee Cerda (Gerd Rep)

### Épisode 15:Les Infiltrés
- États-Unis /  Canada : 16 février 2016 sur CBS / Global
- France :
  - 10 décembre 2016 sur Serie Club
  - 9 février 2017 sur M6
- Québec : 13 décembre 2016 sur TVA

- États-Unis : 6,01 millions de téléspectateurs[37] (première diffusion)
- Canada : 1,35 million de téléspectateurs[38] (première diffusion + différé 7 jours)

- Christina Vidal (Lucy Church)
- Michael Shaw (Agent Mike)
- Tom Degnan (Agent Ike)
- Michael Devine (FBI Tech James)
- Colin Salmon (Sands)
- Musto Pelinkovicci (Stavros)

### Épisode 16:L'Histoire secrète de Monsieur Sands
- États-Unis /  Canada : 23 février 2016 sur CBS / Global
- France : 
  - 10 décembre 2016 sur Serie Club
  - 9 février 2017 sur M6
- Québec : 31 janvier 2017 sur TVA

- États-Unis : 5,87 millions de téléspectateurs[39] (première diffusion)
- Canada : 1,254 million de téléspectateurs[40] (première diffusion + différé 7 jours)

- Tom Degnan (Agent Ike)
- Michael Devine (FBI Tech James)
- Colin Salmon (Sands)
- Megan Guinan (Rachel)

### Épisode 17:Blackout
- États-Unis /  Canada : 8 mars 2016 sur CBS / Global
- France :
  - 17 décembre 2016 sur Serie Club
  - 16 février 2017 sur M6
- Québec : 3 janvier 2017 sur TVA

- États-Unis : 5,396 millions de téléspectateurs[41] (première diffusion)
- Canada : 1,204 million de téléspectateurs[42] (première diffusion + différé 7 jours)

- Ron Rifkin (Dennis Finch)
- Blair Brown (Marie Finch)
- Michael Shaw (Agent Mike)
- Tom Degnan (Agent Ike)
- Patch Darragh (Cameron)
- Megan Guinan (Rachel)

### Épisode 18:L'Escapade
- États-Unis /  Canada : 15 mars 2016 sur CBS / Global
- France :
  - 17 décembre 2016 sur Serie Club
  - 16 février 2017 sur M6
- Québec : 10 janvier 2017 sur TVA

- États-Unis : 5,63 millions de téléspectateurs[43] (première diffusion)
- Canada : 1,167 million de téléspectateurs[44] (première diffusion + différé 7 jours)

- Ron Rifkin (Dennis Finch)
- Blair Brown (Marie Finch)
- Michael Shaw (Agent Mike)
- Tom Degnan (Agent Ike)
- Colin Salmon (Sands)
- Megan Guinan (Rachel)
- Georgina Haig (Piper Baird)

### Épisode 19:Le Respect des règles
- Canada : 21 mars 2016 sur Global
- États-Unis : 22 mars 2016 sur CBS
- France :
  - 17 décembre 2016 sur Serie Club
  - 16 février 2017 sur M6
- Québec : 17 janvier 2017 sur TVA

- États-Unis : 6,64 millions de téléspectateurs[45] (première diffusion)

- Bradley Cooper (Senator Edward Morra)
- Michael Shaw (Agent Mike)
- Tom Degnan (Agent Ike)
- Michael Devine (FBI Tech James)
- Musto Pelinkovicci (Stavros)

### Épisode 20:L'Effet Pinocchio
- Canada : 4 avril 2016 sur Global
- États-Unis : 5 avril 2016 sur CBS
- France :
  - 1er janvier 2017 sur Serie Club
  - 16 février 2017 sur M6
- Québec : 24 janvier 2017 sur TVA

- États-Unis : 6,07 millions de téléspectateurs[46] (première diffusion)

- Ron Rifkin (Dennis Finch)
- Colin Salmon (Sands)
- Michael Devine (FBI Tech James)
- Musto Pelinkovicci (Stavros)

### Épisode 21:La Légion des anonymes
- Canada : 18 avril 2016 sur Global
- États-Unis : 19 avril 2016 sur CBS
- France :
  - 7 janvier 2017 sur Serie Club
  - 16 février 2017 sur M6
- Québec : 31 janvier 2017 sur TVA

- États-Unis : 5,63 millions de téléspectateurs[47] (première diffusion)

- Ron Rifkin (Dennis Finch)
- Colin Salmon (Sands)
- Megan Guinan (Rachel)
- Patch Darragh (Cameron)

### Épisode 22:Dans la peau d'un super-héros
- États-Unis : 26 avril 2016 sur CBS[48]
- Canada : 27 avril 2016 sur Global
- France :
  - 7 janvier 2017 sur Serie Club
  - 16 février 2017 sur M6
- Québec : 7 février 2017 sur TVA

- États-Unis : 5,63 millions de téléspectateurs[49] (première diffusion)

- Ron Rifkin (Dennis Finch)
- Colin Salmon (Sands)
- Michael Shaw (Agent Mike)
- Tom Degnan (Agent Ike)
- Michael Devine (FBI Tech James)
- Musto Pelinkovicci (Stavros)

## Audiences
| N° d'épisode | Titre original                    | Titre français                       | Chaîne | Date de diffusion originale | Audience (en millions de téléspectateurs) | Pdm sur les 18-49 ans |
| ------------ | --------------------------------- | ------------------------------------ | ------ | --------------------------- | ----------------------------------------- | --------------------- |
| 1            | Pilot                             | NZT 48                               | CBS    | 22 septembre 2015           | 9,86                                      | 1,9                   |
| 2            | Badge! Gun!                       | L'Affaire Stephen Fisher             | CBS    | 29 septembre 2015           | 9,73                                      | 1,9                   |
| 3            | The Legend of Marcos Ramos        | La Leyenda de Marco Ramos            | CBS    | 6 octobre 2015              | 9,57                                      | 1,7                   |
| 4            | Page 44                           | Affronter ses démons                 | CBS    | 13 octobre 2015             | 8,03                                      | 1,4                   |
| 5            | Personality Crisis                | Opération dragon                     | CBS    | 20 octobre 2015             | 7,90                                      | 1,4                   |
| 6            | Side Effects May Include...       | Effets secondaires                   | CBS    | 27 octobre 2015             | 7,45                                      | 1,4                   |
| 7            | Brian Finch's Black Op            | La folle journée de Brian Finch      | CBS    | 3 novembre 2015             | 7,86                                      | 1,5                   |
| 8            | When Pirates Pirate Pirates       | Pirates du bout du monde             | CBS    | 10 novembre 2015            | 7,09                                      | 1,5                   |
| 9            | Headquarters!                     | Les Brincorruptibles                 | CBS    | 17 novembre 2015            | 7,52                                      | 1,4                   |
| 10           | Arm-ageddon                       | À bout de bras                       | CBS    | 24 novembre 2015            | 6,53                                      | 1,3                   |
| 11           | This Is Your Brian on Drugs       | La nuit nous appartient              | CBS    | 15 décembre 2015            | 6,63                                      | 1,3                   |
| 12           | The Assassination of Eddie Morra  | L'assassinat d'Eddie Morra           | CBS    | 5 janvier 2016              | 7,30                                      | 1,4                   |
| 13           | Stop Me Before I Hug Again        | Profiler superstar                   | CBS    | 19 janvier 2016             | 6,33                                      | 1,2                   |
| 14           | Fundamentals of Naked Portraiture | Le troisième homme                   | CBS    | 9 février 2016              | 6,39                                      | 1,3                   |
| 15           | Undercover!                       | Les infiltrés                        | CBS    | 16 février 2016             | 6,01                                      | 1,2                   |
| 16           | Sands, Agent of Morra             | L'histoire secrète de Monsieur Sands | CBS    | 23 février 2016             | 5,87                                      | 1,1                   |
| 17           | Close Encounters                  | Blackout                             | CBS    | 8 mars 2016                 | 5,39                                      | 1,06                  |
| 18           | Bezgranichnyy                     | L'escapade                           | CBS    | 15 mars 2016                | 5,63                                      | 1,1                   |
| 19           | A Dog's Breakfast                 | Le respect des règles                | CBS    | 22 mars 2016                | 6,64                                      | 1,3                   |
| 20           | Hi, My Name is Rebecca Harris     | L'effet Pinocchio                    | CBS    | 5 avril 2016                | 6,07                                      | 1,1                   |
| 21           | Finale, Part One !                | La légion des anonymes               | CBS    | 19 avril 2016               | 5,63                                      | 1,1                   |
| 22           | Finale, Part Two !!               | Dans la peau d'un super-héros        | CBS    | 26 avril 2016               | 5,63                                      | 1,1                   |
| Moyennes     |                                   |                                      |        |                             | 7,116                                     | 1,35                  |